# Megumi Harada
Pour les articles homonymes, voir Harada.
Megumi Harada, née en 1979, est une mathématicienne canadienne qui travaille comme professeure au département de mathématiques et de statistique de l'Université McMaster, où elle est titulaire d'une chaire de recherche du Canada de deuxième niveau sur la géométrie symplectique et algébrique équivariante,.

## Recherches
Les recherches de Harada portent sur les symétries d'espaces symplectiques et leurs liens avec d'autres domaines des mathématiques, notamment la géométrie algébrique, la théorie des représentations, la K-théorie et la combinatoire algébrique.

## Formation et carrière
Harada a obtenu un baccalauréat en mathématiques de l'Université Harvard en 1996. Elle obtient son doctorat en 2003 de l'Université de Californie à Berkeley. Sa thèse, La géométrie symplectique des bases de Gel'fand-Cetlin-Molev pour les représentations de Sp (2n, C), porte sur la géométrie symplectique, sous la direction d'Allen Knutson,.
Après des études postdoctorales à l'Université de Toronto, elle rejoint la faculté de McMaster en 2006.

## Prix et distinctions
En 2013, Harada a remporté le prix commémoratif Ruth I. Michler de l'Association for Women in Mathematics, finançant son voyage à l'Université Cornell pour des collaborations de recherche avec Reyer Sjamar, Tara S. Holm et Allen Knutson. Elle est titulaire de la chaire de recherche du Canada en 2014. Elle est lauréate du prix Krieger-Nelson en 2018 « pour ses recherches sur les corps de Newton-Okounkov, les variétés de Hessenberg et leurs relations avec la géométrie symplectique, la combinatoire et topologie équivariante, entre autres ».

## Publications
- avec André; Henriques ; Tara S. Holm : « Computation of generalized equivariant cohomologies of Kac-Moody flag varieties ». Adv. Math. 197 (2005), no. 1, 198-221.